# Кортен ет Салан
Кортен ет Салан (фр. Courtetain-et-Salans) насеље је и општина у источној Француској у региону Франш-Конте, у департману Ду која припада префектури Безансон.
По подацима из 2011. године у општини је живело 89 становника, а густина насељености је износила 12,99 становника/km². Општина се простире на површини од 6,85 km². Налази се на средњој надморској висини од 546 метара (максималној 722 m, а минималној 530 m).

## Демографија
| 1962. | 1968. | 1975. | 1982. | 1990. | 1999. | 2011. |
| ----- | ----- | ----- | ----- | ----- | ----- | ----- |
| 95    | 95    | 77    | 77    | 76    | 79    | 89    |

График промене броја становника у току последњих година